# Леденёво (Брянская область)
Леденёво — деревня в Жуковском районе Брянской области, в составе Крыжинского сельского поселения.
Расположена в 3 км к северо-востоку от села Белоголовль, в 13 км к югу от Жуковки. Население — 394 человека (2010).
Имеется отделение почтовой связи, сельская библиотека.

## История
Впервые упоминается в 1651 году; бывшее владение Безобразовых, в XIX веке — также Правиковых, Гавриловых, Тютчевых и других помещиков. Входила в приход села Белоголовль.
В XVII—XVIII вв. находилась в составе Подгородного стана Брянского уезда; с 1861 по 1929 год в Овстугской волости Брянского (с 1921 — Бежицкого) уезда, с 1929 в Жуковском районе. До 1941 года являлась центром Леденевского сельсовета, затем до 1960 входила в Белоголовльский сельсовет.
В 1964 году была присоединена деревня Струговня (юго-восточная часть объединённой деревни).
| Годы      | 1866 | 1926 | 1979 | 1989 | 2002 | 2010 |
| --------- | ---- | ---- | ---- | ---- | ---- | ---- |
| Население | 400  | 310  | 336  | 379  | 414  | 394  |